# Fredrik Sundfors
Fredrik Sundfors, född 8 augusti 1971, är en svensk före detta fotbollsmålvakt.
Sundfors kom till GIF Sundsvall från IK Sirius 1999.
Han provtränade i början av 1990-talet med Gefle IF men valde IK Sirius eftersom han inte ville gå i pappa Görans fotspår. Sundfors var nära landslagsspel och han var uttagen till truppen som mötte San Marino och Polen i EM-kvalet 2003. Fredrik beslutade att avsluta sin elitkarriär efter säsongen 2007. Dock blev han övertalad att fortsätta då GIF Sundsvall hade svårt att hitta en ersättare.
Fredrik är son till Göran Sundfors som spelade med Brynäs IF i Allsvenskan 1974.

## Klubbar
- GIF Sundsvall 1999-2009
- IK Sirius 1993-1998
- Hudiksvalls ABK